# 亞美尼亞國家通訊社
亞美尼亞國家通訊社（Armenpress）是亞美尼亞最主要且歷史最久的通訊社。

## 歷史
亞美尼亞國家通訊社於1918年12月18日由亞美尼亞民主共和國政府成立，當時稱為亞美尼亞電報社（Հայաստանի հեռագրական գործակալություն），後來擔任總理的西蒙·弗拉特相在建立過程中扮演重要角色。1920年亞美尼亞併入蘇聯後此通訊社改名為Armenkavrosta，為由亞美尼亞共產黨控制的官方通訊社，1972年改名為Armenpress。
亞美尼亞國家通訊社現與路透社、新華社與塔斯社有合作，為黑海國家通訊社協會的成員，2022年又與阿根廷國家通訊社簽訂合作協議。此通訊社報導中的許多新詞成為亞美尼亞語的新詞彙。